# U-2324
U-2324 – niemiecki okręt podwodny (U-Boot) przybrzeżnego typu XXIII z okresu II wojny światowej, jedna z sześciu jednostek swojego typu wykorzystanych bojowo. Okręt wszedł do służby w 1944 roku.

## Historia
Położenie stępki nastąpiło 21 kwietnia 1944 roku w stoczni Deutsche Werft w Hamburgu; wodowanie 16 czerwca 1944. Okręt wszedł do służby 25 lipca 1944 roku.
U-2324 odbył dwa patrole bojowe, podczas których nie zatopił żadnej jednostki przeciwnika (niektóre źródła przypisują mu zatopienie kablowca „Monarch” o pojemności 1150 BRT).
Poddany 9 maja 1945 roku w Stavanger (Norwegia), przebazowany 29 maja 1945 roku do Loch Ryan (Szkocja). Zatopiony 27 listopada 1945 roku ogniem artyleryjskim niszczycieli HMS „Onslow” i ORP „Błyskawica” podczas operacji Deadlight.